# Mościenica
Mościenica – wieś w Polsce położona w województwie wielkopolskim, w powiecie poznańskim, w gminie Kórnik.
Mościenica leży nad jeziorem Skrzynki Duże (znanym też jako Skrzyneckie Duże). Od zachodu miejscowość sąsiaduje z lasami.
W latach 1975–1998 miejscowość należała administracyjnie do województwa poznańskiego. W maju 2021 liczyła 377 mieszkańców.
Przez wieś przebiega droga wojewódzka nr 431. Od wybudowania obwodnicy Kórnika w 2007 przetrasowano drogę wojewódzką nr 434 i łączą się na rondzie we wsi.
Przez Mościenicę przebiega  szlak turystyczny Osowa Góra – Sulęcinek.